# Lunchen (Velázquez)
Lunchen (spanska: El almuerzo) är en oljemålning av den spanske barockkonstnären Diego Velázquez från omkring 1617. Den förvärvades av Katarina den stora före 1774, är allt jämt i rysk statlig ägo och utställd på Eremitaget i Sankt Petersburg. 
Detta är ett tidigt verk av Velázquez, han var omkring 18 år gammal och bodde fortfarande i födelsestaden Sevilla. Den caravaggistiska stilen märks av den mörka bakgrunden och de starka kontrasterna mellan ljus och skugga, så kallad chiaroscuro. Det är dock okänt om Velázquez redan vid denna tid hade sett några målningar av Caravaggio. 
Vid den här tiden målade han ofta vardagliga köks- eller värdshusscener med figurer och inslag av stilleben, så kallade bodegónes. Denna scen är livfull och spontan; de tre männen har tydliga personliga drag och samma modeller förekommer i andra verk av målaren. Den äldre mannen har hängt sin vita krage på väggen. Pojken i mitten bodde i Velázquez hem och satt ofta modell för honom. Den unge mannen till höger som gör tummen upp är förmodligen ett självporträtt. 
Året därpå började han måla en kopia av Lunchen. Pojken i mitten byttes då ut mot en flicka och Museet för sköna konster i Budapest som äger tavlan benämner den Värdshusscen med två män och en flicka.

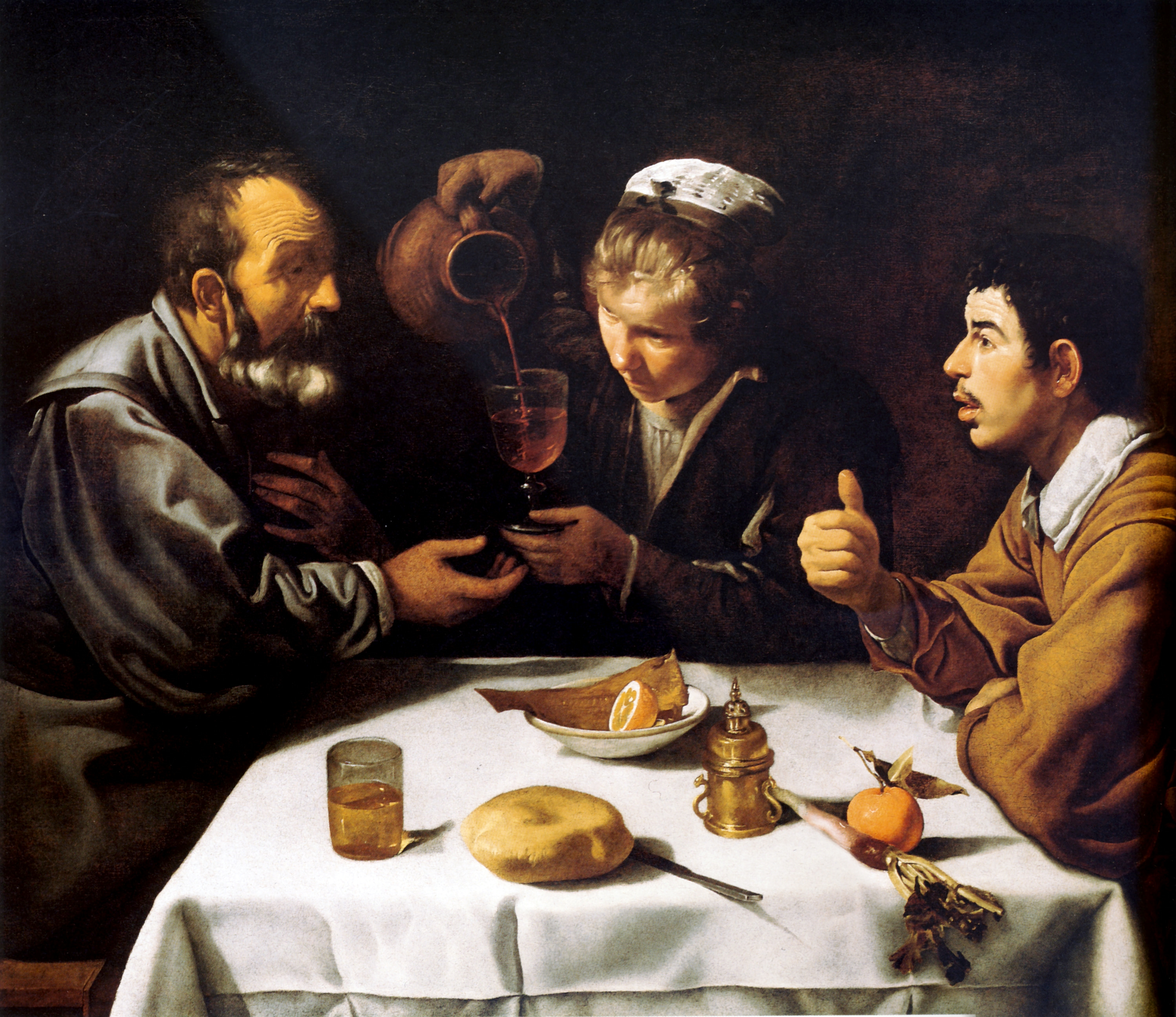
Värdshusscen med två män och en flicka (1618–1619), Museet för sköna konster, Budapest.